# Kenichi Sonoda
Kenichi Sonoda (園田 健一 Sonoda Ken'ichi), nascido em 13 de dezembro de 1962, é um criador de mangás e designer de personagens de anime. Sonoda 
nasceu em Takaishi, Prefeitura de Osaka, Japão.
Seu principal trabalho é o mangá Gunsmith Cats, que ele escreveu e desenhou e que foi transformado em anime como um OVA de 3 episódios. O OVA não está disponível em português, mas pode ser encontrado em DVDs americanos, com legendas em inglês, lançados pela ADV Films.
Nenhum de seus mangás foi traduzido ainda para o português, mas existem edições americanas e francesas de Gunsmith Cats e Exaxxion, publicadas, respectivamente, pela Dark Horse Comics e Glénat.

## Trabalhos
Mangá (história e arte):
- Gunsmith Cats (1991-1998)
- Cannon God Exaxxion (2000-2004)
- Gunsmith Cats: Burst (2004 em diante)

Anime:
- Wanna Bees (1986) -- design de personagens
- Gall Force: Eternal Story (1986) -- design de personagens
- Bubblegum Crisis (1987) -- design de personagens e mechas
- Gall Force: Destruction (1987) -- design de personagens
- Gall Force: Stardust War (1988) -- design de personagens
- Riding Bean (1989) -- design de personagens
- Gall Force Earth (1989) -- design de personagens
- Rhea Gall Force (1989) -- design de personagens
- Riding Bean (1989) -- autor da história original, design de personagens
- Bubblegum Crash (1991) -- design de personagens
- Gall Force: New Era (1991) -- design de personagens
- Otaku no Video (1991) -- design de personagens
- Gunsmith Cats (1995) -- autor da história original, design de personagens
- Idol Fighter Su Chi Pai (1996) -- design de personagens